# K-Tino

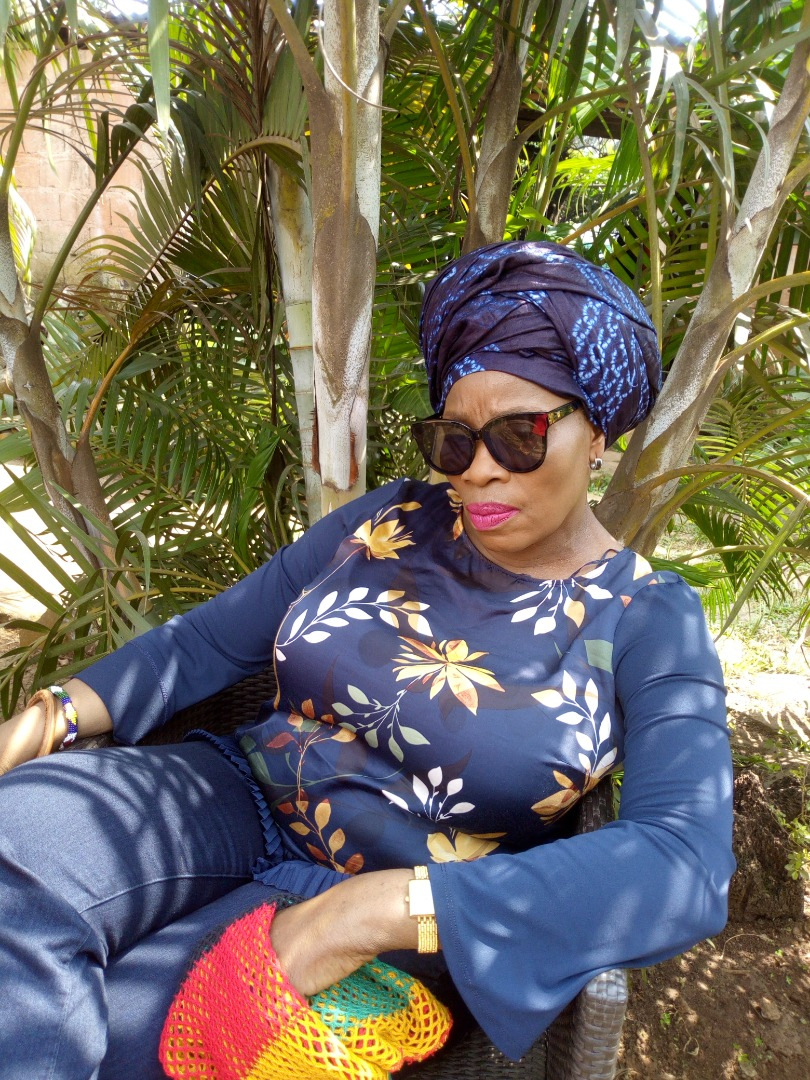
K-Tino, 2019

K-Tino, früher auch Catino, (* 12. Oktober 1966 in Jaunde, Kamerun; eigentlich Cathérine Edoa Ngoa) ist eine kamerunische Sängerin und Tänzerin und eine populäre, aber auch umstrittene, Vertreterin des Bikutsi.

## Leben
K-Tino wuchs im Stadtteil Nkolndongo auf. Ihr Vater verstarb früh.
Sie wurde in den 1990er Jahren zum ersten Mal einem größeren Publikum bekannt. Unter anderem nennt man sie auch „femme du peuple“, „mama bonheur“, „mama la joie“ und „la force de la vie et de la musique camerounaise“. Ihr Tanzstil ist ein sehr expressiver Schulter- und Hüfttanz, der von Kritikern bisweilen auch als überzogen und obszön bezeichnet wird. Ebenso handeln ihre Liedtexte von expliziten Themen. Auf den Vorwurf, sie sei vulgär, antwortet K-Tino: „Dire que ma musique est obscène, c'est dire que la langue ewondo est obscène“ (Zu sagen, meine Musik sei obszön, ist, als ob man sage, die Ewondo-Sprache sei obszön).

## Leistungen
K-Tino engagiert sich im Kampf gegen AIDS. Ihr Lied Condom, c'est bon ist dazu ein Beitrag. Wie sie selbst sagt, sei sie Mutter zahlreicher Kinder, deren genaue Zahl sie nicht angibt. Viele ihrer Kinder habe sie adoptiert.

## Diskographie
- Ne pousse pas ... Le bouchon loin (2003)
- 7ème ciel (2006)
- Action 69
- Viagra
- Ascenseur
- Casse Bambou
- La queue de ma chatte